# Deserto (Este)
Deserto è una frazione di 1.500 abitanti del comune di Este, in provincia di Padova, nel Veneto, compresa prevalentemente nel comune atestino, mentre porzioni minori ricadono sotto Sant'Elena e Villa Estense.

## Storia

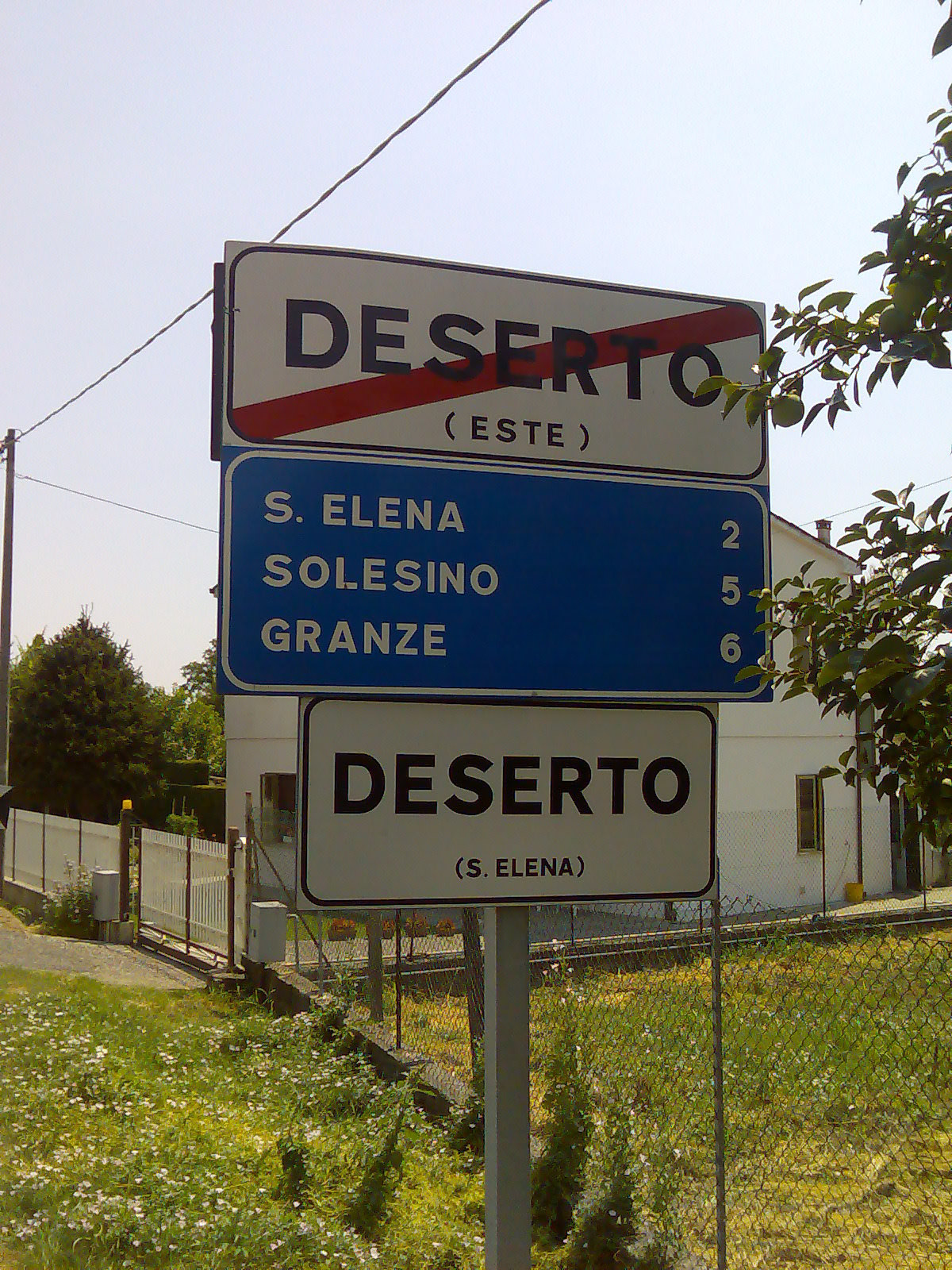
Il cartello stradale posto tra i comuni di Este e Sant'Elena, sul confine che attraversa il centro abitato di Deserto

Il centro di Deserto si formò intorno alla villa (ossia il fondo rurale) dei nobili Valerio, il cui territorio era all'epoca compreso nella contrada di Motta, altra frazione di Este.
Il toponimo indicherebbe una località sabbiosa e desolata, condizione dovuta ai depositi lasciati da un antico ramo dell'Adige che, fino al 589 (data tradizionale della rotta della Cucca) scorreva proprio in questo luogo.
Una piccola chiesa, dedicata alla Santa Croce, venne fatta costruire da Pietro Valerio in data imprecisata, sicuramente prima della visita pastorale di San Gregorio Barbarigo del 1689, che la incluse nel suo viaggio. L'edificio fu ampliato nel 1780 e infine demolito per lasciare posto all'attuale parrocchiale (del 1938).
Il centro si è infatti sviluppato in tempi recenti, cosa testimoniata dall'istituzione della curazia nel 1922 e della parrocchia nel 1943. L'espansione urbana ha raggiunto i confini con Sant'Elena e Villa Estense, lungo le provinciali SP 42 e SP 41.
Negli ultimi anni Deserto d’Este ha sviluppato un proprio agglomerato urbano con servizi alla collettività, tale da essere considerato quale porta di entrata da sud nel territorio atestino, grazie anche alla strategica posizione sullo svincolo per Este della SR 10 VAR, nuova superstrada regionale ad alto scorrimento.

## Sport

### Calcio
Nella frazione atestina è attiva la squadra di calcio A.S.D. Deserto, che milita nel girone D padovano di 3ª Categoria.